# Androcymbium europaeum
Androcymbium europaeum, también llamado "azafrán del Cabo de Gata", "azafrán de Almería", "hierba de la Virgen" o "lirio", es una especie originaria y  endémica de la provincia de Almería, España. Pertenece a la familia de las Colchicáceas (o, según otros autores, a las Liliáceas en sentido amplio) y fue descripta por primera vez por el danés Johanes Lange en 1890. Ha sido declarada en peligro de extinción.

## Descripción
Hierba glabra de hasta unos 30 centímetros, que forma un bulbo de 1 o 2 cm simple, a veces 2 o 3, coriáceo, de color marrón. Tallo subterráneo corto, protegidos por una membrana que los envuelve a todos. Hojas estrechas, verdes y lustrosas, lineares o lanceoladas, de una longitud de hasta 15 centímetros, que arrastran por el suelo, arrosetadas, planas o ligeramente curvadas, que presenta nerviaciones paralelas. Crea inflorescencias umbeliformes, de 1 a 4 flores que nacen del centro de la roseta foliar, actinomorfas, hermafroditas, de color blanco a rosáceo, con venas de color rosa más intenso. Presenta 6 estambres que nacen de la base de los tépalos, con un filamento de hasta 1 cm y anteras de poco más de 1 mm. El ovario presenta 3 carpelos y 3 lóculos. El fruto es una cápsula, de unos 6 a 8 mm, que al fragmentarse por la base libera de 8 a 18 semillas que son dispersadas por el viento.

## Ciclo de vida
Florece entre noviembre y enero y se desarrolla especialmente tras otoños lluviosos. Su número depende en gran medida de las condiciones climatológicas de cada año, requiriendo abundantes lluvias en otoño y temperaturas relativamente bajas para germinar, desarrollando su período vegetativo entre octubre y marzo. La polinización es zoófila, realizada por insectos himenópteros, coleópteros y dípteros. Fructifican casi todas las flores y a las 2 o 3 semanas de la floración ya se observan los primeros frutos.

## Hábitat

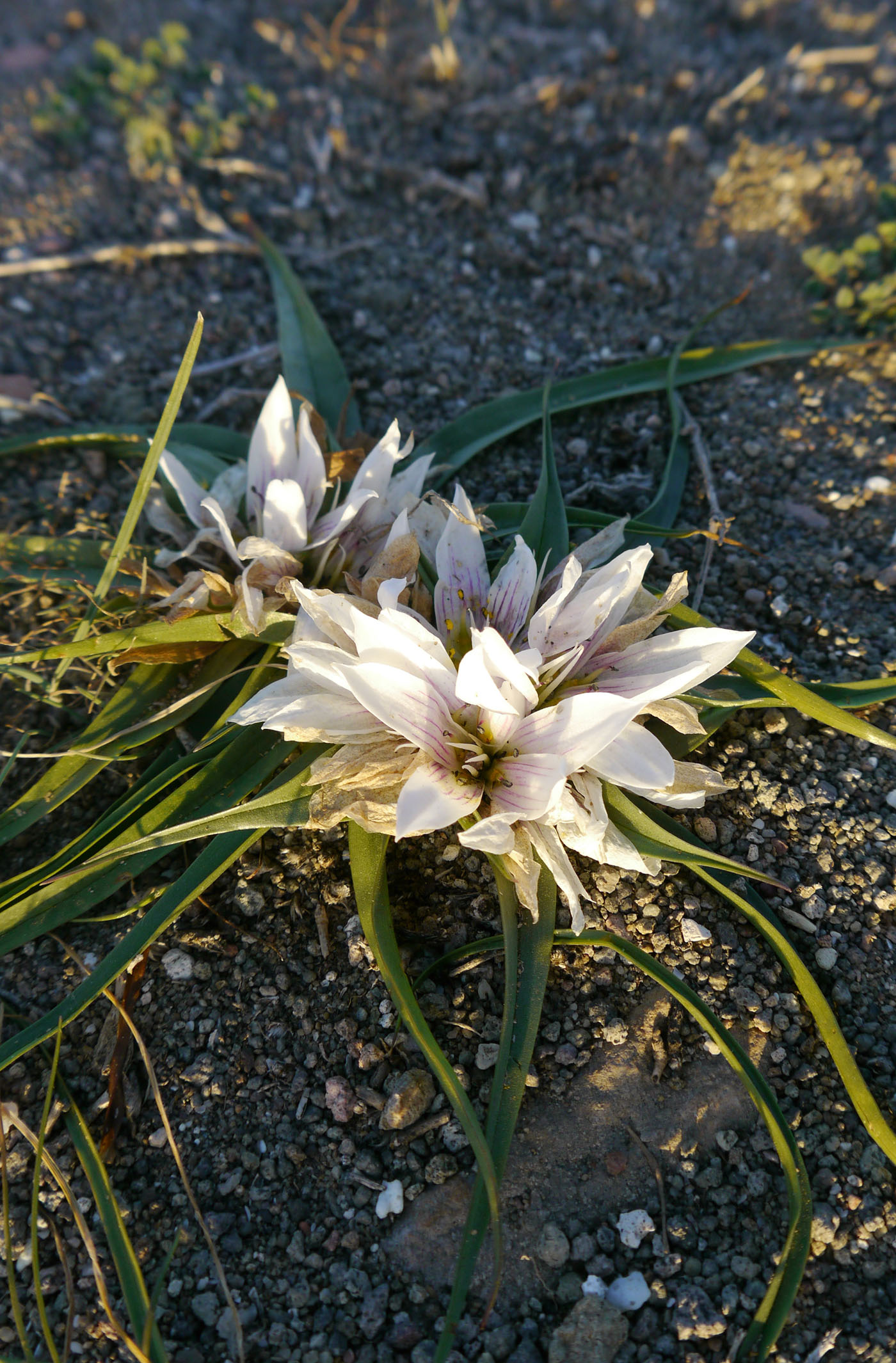
Androcymbium europaeum en la playa de Mónsul en el Cabo de Gata

Vive en praderas semiáridas y arenosas (es psammófila), a veces sobre suelo pedregoso, desde el nivel del mar hasta no más de 200 metros de altitud, piso termomediterráneo con ombroclima semiárido o árido. Vive en zonas típicas de azufaifos (Ziziphus lotus), junto con otras plantas que suelen florecer más tarde: Ononis ornithopodioides, Asphodelus tenuifolius, Lobularia maritima o Arisarum vulgare.

## Endemia
Planta que crece exclusivamente en la provincia de Almería, se da en su litoral, desde Punta Entinas-Sabinar hasta la Sierra de Cabrera, teniendo su principal población en el parque natural del Cabo de Gata-Níjar.
La A. gramineum se extiende desde las Canarias y Mauritania hasta Palestina.

## Amenazas y protección
En España se encuentra gravemente amenazada por las construcciones costeras de viviendas, infraestructuras turísticas, invernaderos, carreteras, etc., siendo las poblaciones más amenazadas las próximas a la capital almeriense y en Sierra Alhamilla. El ganado come sus hojas y flores. Las poblaciones más importantes están incluidas en el parque natural de Cabo de Gata y en el Paraje Natural de Punta Entinas-Sabinar, lo que debería proporcionarles cierta seguridad.
En 1979 el Consejo de Europa, a través del Convenio de Berna, declaró a esta especie en peligro de extinción. Este tratado fue ratificado por España en 1986, tras su entrada en la Unión Europea. El Decreto 104/94 de la Junta de Andalucía la incluye entre la flora silvestre amenazada así como en el Plan de Ordenación de los Recursos Naturales (PORN) del parque natural de Cabo de Gata.Níjar, en su artículo 69.

## Propiedades
El tuberobulbo es rico en colchicina, un alcaloide que, además de protegerla de conejos y jabalíes, la hace interesante para su cultivo en zonas áridas.

## Usos
La colchicina (C22H25N1O6) es un fármaco antimitótico, que detiene o inhibe la división celular, en metafase o en anafase. Se ha utilizado tradicionalmente para el tratamiento de la gota por su acción antiinflamatoria. Actualmente se usa como inmunomodulador y antifibrótico en enfermedades autoinmunes como la esclerodermia, la cirrosis biliar primaria, etc. y otras enfermedades como la amiloidosis, la dermatitis herpetiforme, pericarditis o pseudogota. Es susceptible de usarse en jardinería por la belleza de sus flores.

## Taxonomía
Androcymbium europaeum fue descrita por (Lange) K.Richt. y publicado en Plantae Europeae 1: 188. 1890.
Sinonimia
- Androcymbium punctatum (Schltdl.) Baker
- Androcymbium punctatum var. punicum Maire
- Colchicum europaeum (Lange) J.C.Manning & Vinn.
- Erythrostictus europaeus Lange
- Erythrostictus punctatus Schltdl.
- Melanthium angustifolium Willd.
- Melanthium graminifolium Steud.
- Melanthium punctatum Cav.[3]